# World Wide Live
World Wide Live — второй концертный альбом немецкой рок-группы Scorpions, изданный в 1985 году и спродюсированный Дитером Дирксом. Диск получил платиновый статус в США  и золотой — в Германии. В чарте The Billboard 200 диск поднялся до 17 места.

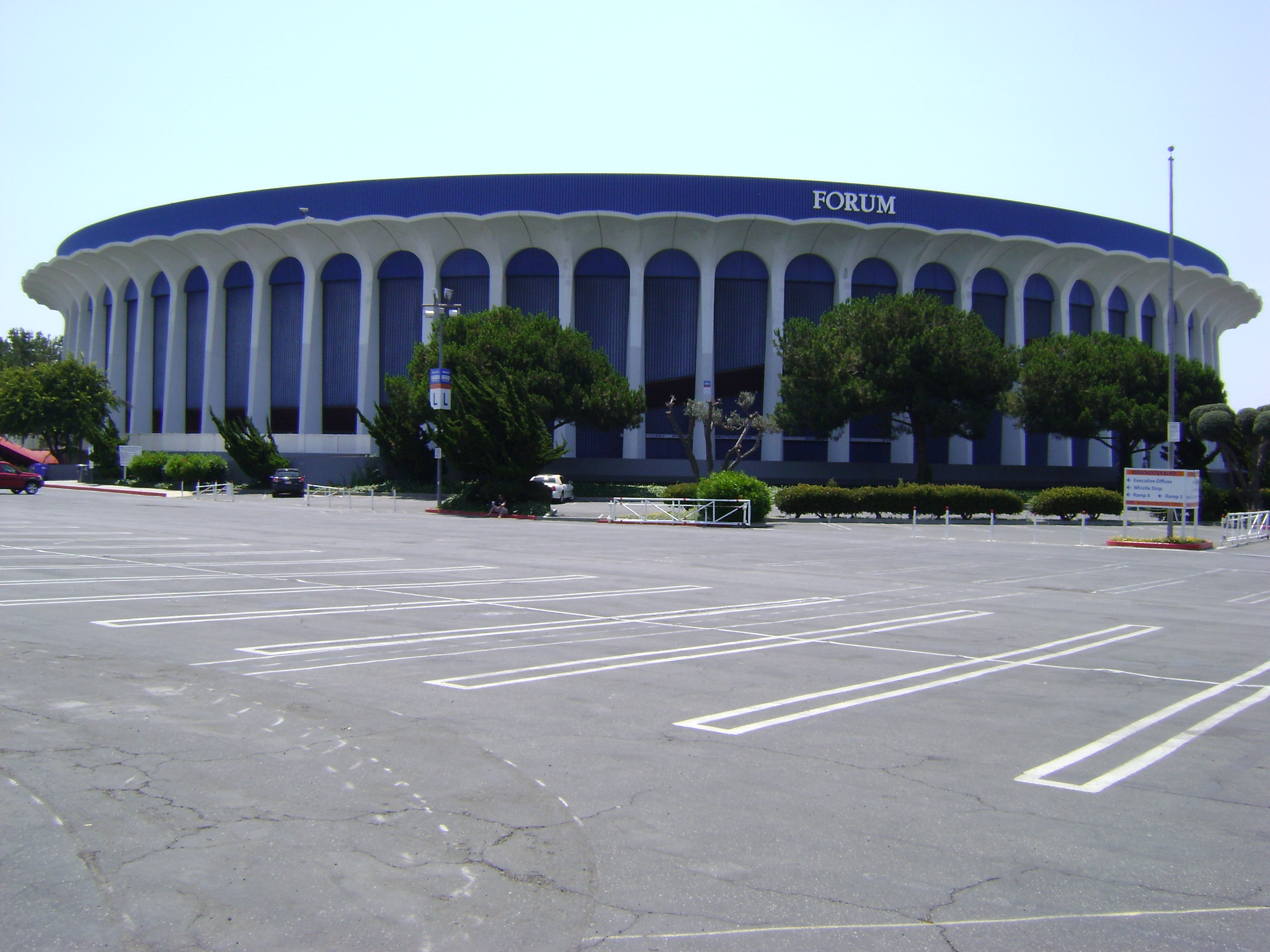
The Forum в Лос-Анджелесе

## Об альбоме
Это второй концертный альбом Scorpions (после Tokyo Tapes, выпущенного в 1978 году), записанный во время мирового тура в поддержку альбома Love at First Sting, который начался 23 января 1984 года и закончился 5 сентября 1986 года. Концертный тур состоял из почти 170 концертов. Тур такого масштаба предполагал запись концертного альбома, который должен был задокументировать и отметить успех группы
Непосредственно запись производилась на следующих концертах в залах:
- Дворец спорта Берси, Париж, Франция (29 февраля 1984)
- The Forum, Лос-Анджелес, США (24 и 25 апреля 1984)
- Sports Arena, Сан-Диего, США (26 апреля 1984)
- Pacific Amphitheatre[англ.], Коста-Меса, США (28 апреля 1984)
- Sporthalle, Кёльн, ФРГ (17 ноября 1984)

По словам Клауса Майне, группа выбрала записи с наилучшей атмосферой. Альбом был записан с тем же порядком треков, в котором группа выступала на концертах. «Вся идея концертного альбома — дать фанатам нечто особенное, воспоминание о концерте. Концертный альбом — это нечто особенное для нас. Мы — живая группа. Нам гораздо больше нравится играть вживую, чем в студии», — сказал Майне в интервью журналу Metal Edge в 1985 году.
Концертный сет-лист был наполнен лучшими номерами с четырёх последних на тот момент студийных альбомов группы, включая такие хиты, как «Make It Real», «Big City Nights», «Loving You Sunday Morning», «Rock You Like a Hurricane», «No One Like You» и мега-балладу «Still Loving You».
Песня «The Zoo» в оригинальной аранжировке была представлена в 1980 году в альбоме Animal Magnetism. После нескольких лет концертных исполнений песня, ранее известная главным образом соло Маттиаса Ябса в ток-боксе, по мнению онлайн-журнала Ultimate Classic Rock, обрела новую жизнь и мощь, о которых раньше и не подозревали, — кульминацией стала её «живая» версия в альбоме World Wide Live.
Двухчасовой сет, состоящий почти из 20 песен, завершается финалом, в котором инструментальный трек «Six String Sting» зажат между двухчастной композицией «Can't Get Enough».

## Детали издания
В оригинале World Wide Live издавался на виниловых пластинках и кассетах. Изданная позже CD-версия включала в себя 15 треков (были вырезаны «Another Piece Of Meat», «Six-String Sting» и «Can’t Get Enough»). Переизданный в 2001 году цифровой ремастер на CD включал в себя уже весь альбом целиком.
В 2015 году альбом был перевыпущен в формате CD+DVD в рамках серии юбилейных переизданий 50th Anniversary.

## Критика и признание
World Wide Live принадлежит к числу наиболее успешных концертных альбомов в истории рок-музыки. В 2023 году журнал Classic Rock включил World Wide Live в свой список «50 лучших концертных альбомов всех времён».
Журнал Metal Hammer в написал в своём обзоре: «США уже считаются окончательно покорёнными, но концерты в Азии, Европе и Южной Америке в рамках чуть более чем годичного мирового тура Love At First Sting, также запечатлённые в этом концертном альбоме, убедительно свидетельствуют о мировом триумфе Scorpions. Тот факт, что первой песней в сет-листе тогда (и с тех пор популярной открывающей концерты) была „Coming Home“, также многое говорит о самоидентификации группы. С самого начала своей карьеры в 1965 году группа всегда стремилась к международной аудитории и всегда чувствовала себя на международной сцене как дома – как в музыкальном, так и в космополитическом плане».

## Список композиций
1. «Countdown» (Meine, Jabs) — 0:31
2. «Coming Home» (Schenker, Meine) — 3:15
3. «Blackout» (Schenker, Meine, S.Kittelsen) — 3:40
4. «Bad Boys Running Wild» (Schenker, Meine, Rarebell) — 3:47
5. «Loving You Sunday Morning» (Schenker, Meine, Rarebell) — 4:36
6. «Make It Real» (Schenker, Rarebell) — 3:27
7. «Big City Nights» (Schenker, Meine) — 4:49
8. «Coast to Coast» (Schenker) — 4:40
9. «Holiday» (Schenker, Meine) — 3:12
10. «Still Loving You» (Schenker, Meine) — 5:44
11. «Rock You Like a Hurricane» (Schenker, Meine, Rarebell) — 4:04
12. «Can’t Live Without You» (Schenker, Meine) — 5:28
13. «Another Piece of Meat» (Schenker, Rarebell) — 3:36
14. «Dynamite» (Schenker, Meine, Rarebell) — 7:05
15. «The Zoo» (Schenker, Meine) — 5:46
16. «No One Like You» (Schenker, Meine) — 4:07
17. «Can’t Get Enough (Part 1)» (Schenker, Meine) — 1:59
18. «Six String Sting» (Jabs) — 5:18
19. «Can’t Get Enough (Part 2)» (Schenker, Meine) — 1:52

## Видео
В 1985 году была выпущена видеоверсия альбома под одноименным названием (в 2015 году переиздана в рамках серии 50th Anniversary). Запись включает в себя следующие композиции:
1. «Coming Home»
2. «Blackout»
3. «Big City Nights»
4. «Loving You Sunday Morning»
5. «No One Like You»
6. «Holiday»
7. «Bad Boys Running Wild»
8. «Still Loving You»
9. «Rock You Like a Hurricane»
10. «Dynamite»
11. «I’m Leaving You»

## Участники записи
- Клаус Майне — вокал, ритм-гитара на «Coast to Coast»
- Рудольф Шенкер — ритм-гитара, бэк-вокал
- Маттиас Ябс — соло-гитара, бэк-вокал
- Герман Раребелл — ударные, бэк-вокал
- Франсис Бухгольц — бас-гитара, бэк-вокал